# Estádio Carlos de Alencar Pinto
Het Estádio Carlos de Alencar Pinto is een multifunctioneel stadion in Fortaleza, een stad in Brazilië. 
Het stadion wordt vooral gebruikt voor voetbalwedstrijden, de voetbalclub Ceará SC maakt gebruik van dit stadion. In het stadion is plaats voor 5.200 toeschouwers. Het stadion heeft als bijnamen 'Vovozão' en 'Ninho das Cobras'.